# Benet Julià i Julià
Benet Julià i Julià (Torroella de Montgrí, 1726 - Montserrat, Bages, 1787) fue un músico y compositor catalán de la escuela de Montserrat. Organista de la abadía de Montserrat, fue relevante por la profundidad y clasicismo de su obra.
Entre 1737 y 1745 formó parte de la escolanía de Montserrat estudiando con Benet Esteve. Este último año ingresó en el monasterio, del que fue organista desde 1754.
Escribió, entre otras, obras para órgano y clavicémbalo, una sonata para clarinete, una Misa de difuntos y un Miserere, estos dos últimos para coro doble y orquesta.
- Datos: Q5647625